# Szent Margit-kápolna (Somlóvásárhely)

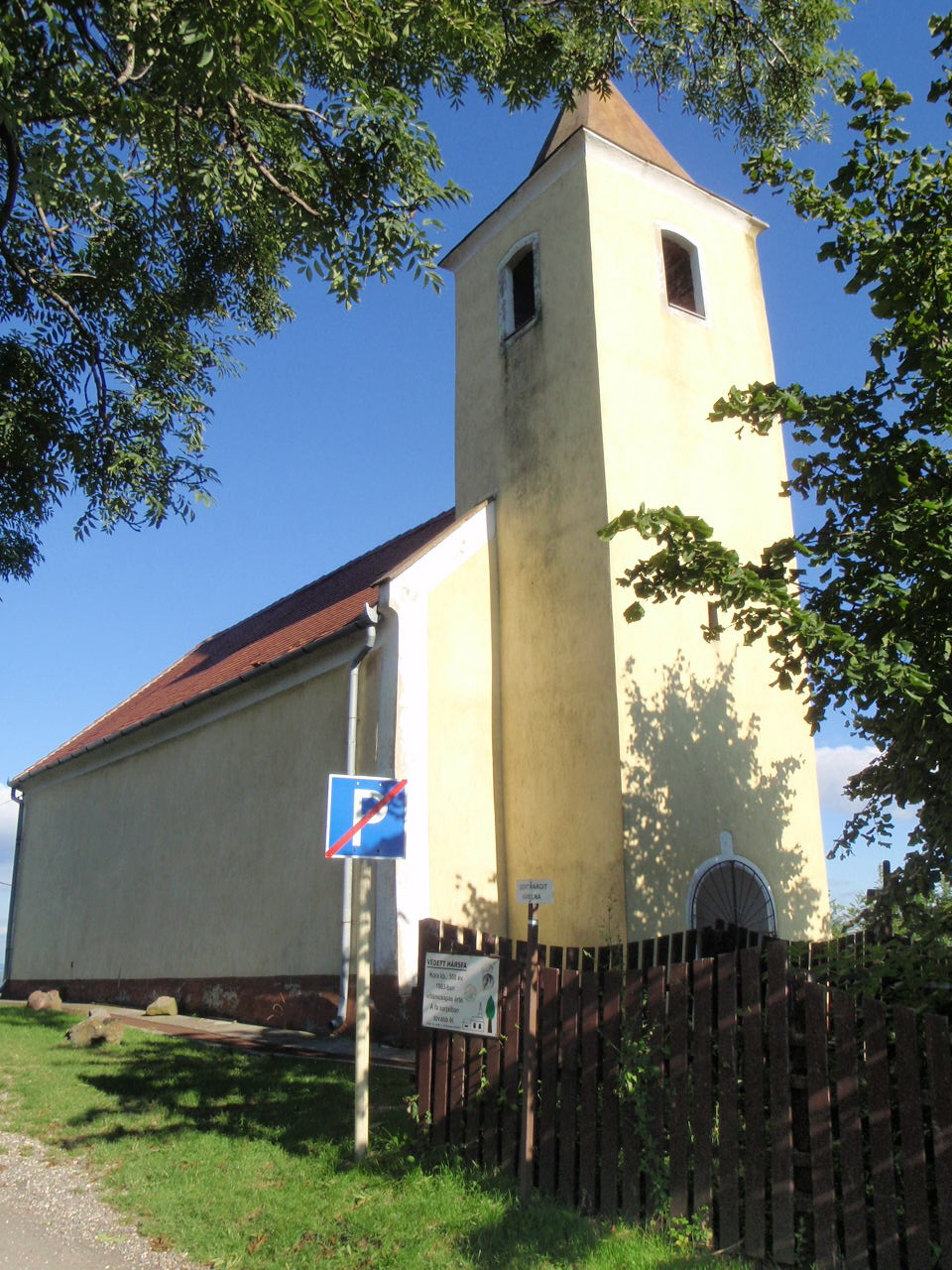
A Szent Margit-kápolna, előtte a villámcsapásban elpusztult idős hársfa emlékparkja

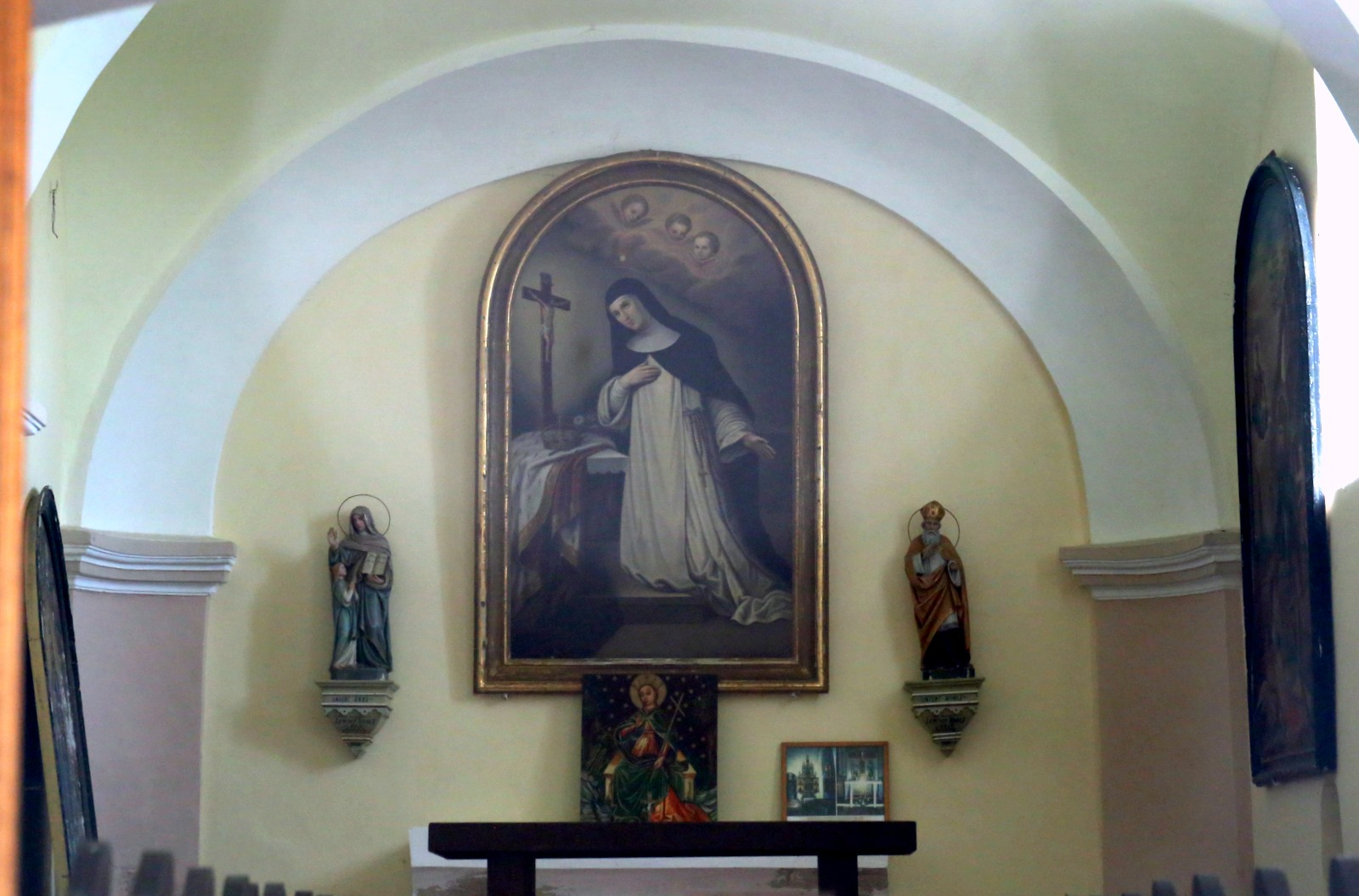
A Szent Margit-kápolna főoltára

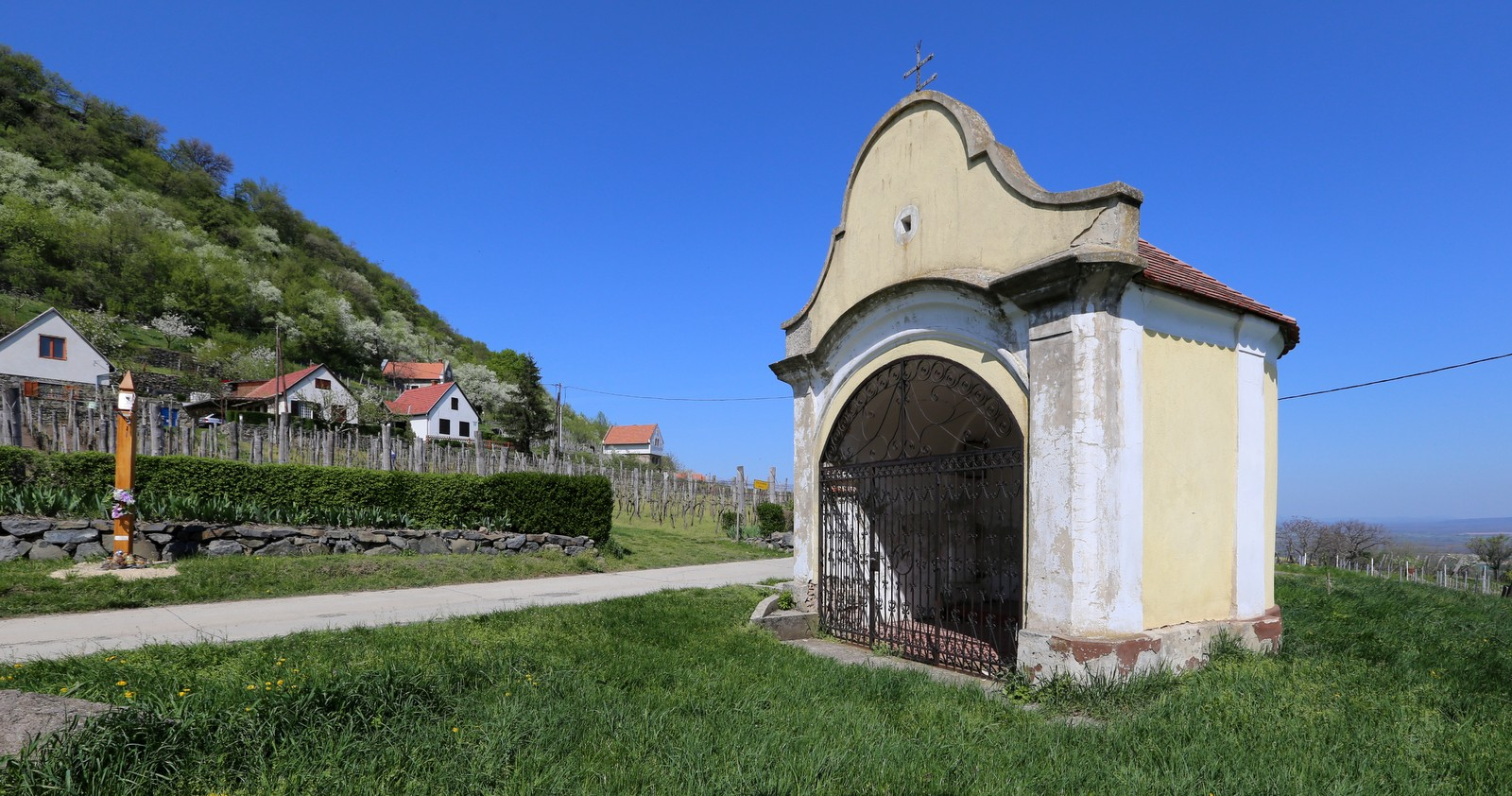
Keresztelő Szent János tiszteletére emelt piciny kápolna

A Szent Margit-kápolna a Somló déli oldalán található kápolna, közigazgatásilag Somlóvásárhelyhez tartozik.

## Története
A kápolna a 15. században épült gótikus stílusban, majd a 18. század során átépítették barokk stílus szerint. 295 méter magasan található a Somló oldalában. 
Építői a vásárhelyi apácák voltak, építése Mátyás király idejére esik. A török vész idején elpusztult és 1727-ben építették újra az eredeti helyén. Búcsújáróhely lett, 1736-ban már nagy erőszeretettel keresték fel messze földről a szép, Antiokheiai Szent Margit szüzet ábrázoló oltárképpel díszített kápolnát.
Mögötte áll Keresztelő Szent János tiszteletére emelt kis kápolna. Hajdani felirata ez volt: Ezen fogadásból épült kápolna keresztelő János tiszteletére fog állani. Az út mellett pedig a zivatart elhárító, termést megóvó Szent Donát (római légionárius volt) szobra áll. A templom előtt emlékpark őrzi egy villám sújtotta, több száz évesre tehető idős hársfa emlékét, illetve fiatal hajtását.